# Liste der Monuments historiques in Faremoutiers
Die Liste der Monuments historiques in Faremoutiers führt die Monuments historiques in der französischen Gemeinde Faremoutiers auf.

## Liste der Bauwerke
| Bezeichnung       | Beschreibung                  | Standort | Kennzeichnung | Schutzstatus | Datum | Bild           |
| ----------------- | ----------------------------- | -------- | ------------- | ------------ | ----- | -------------- |
| Kirche St-Sulpice | Erbaut ab dem 12. Jahrhundert | (Lage)   | PA00086955    | Classé       | 1984  | weitere Bilder |

## Liste der Objekte
Zum Verständnis siehe: Kirchenausstattung
- Monuments historiques (Objekte) in Faremoutiers in der Base Palissy des französischen Kultusministeriums